# Butiksmått

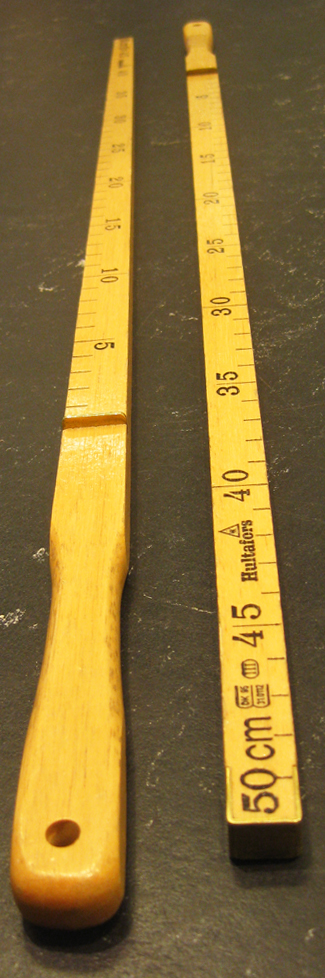
Två 50 cm långa butiksmått av märket Hultafors.

Ett butiksmått är en typ av måttstock som är vanligt förekommande i affärer som säljer metervaror, till exempel tygaffärer. Butiksmåttet utgörs av en smal, lackerad trästav och har vanligen en tryckt centimetergradering från 0 till 50 cm samt ett handtag på ca 15 cm vid skalans början. Skalans början markeras vanligen med en liten metallklack. Det finns även meterlånga butiksmått.  

## Användning
Butiksmåttet hålls i höger hand. Med tummen klämmer man fast metervarans början vid skalans början, sträcker ut metervaran med den vänstra handen och tar tag i metervaran med vänstra handens tumme och pekfinger vid skalans slut. Man släpper greppet om metervaran med höger hand, för ihop händerna och tar nytt grepp om metervaran med höger hand där man nyss höll vänster hand och sträcker ut metervaran för att mäta upp nästa längd. Rutinerade expediter räknar sådana halvmeterslängder istället för hela och halva meter, så om kunden ska ha 3,5 meter av varan räknar expediten sju längder, vilket kan vara förvirrande för kunden om expediten räknar högt.

## Äldre butiksmått

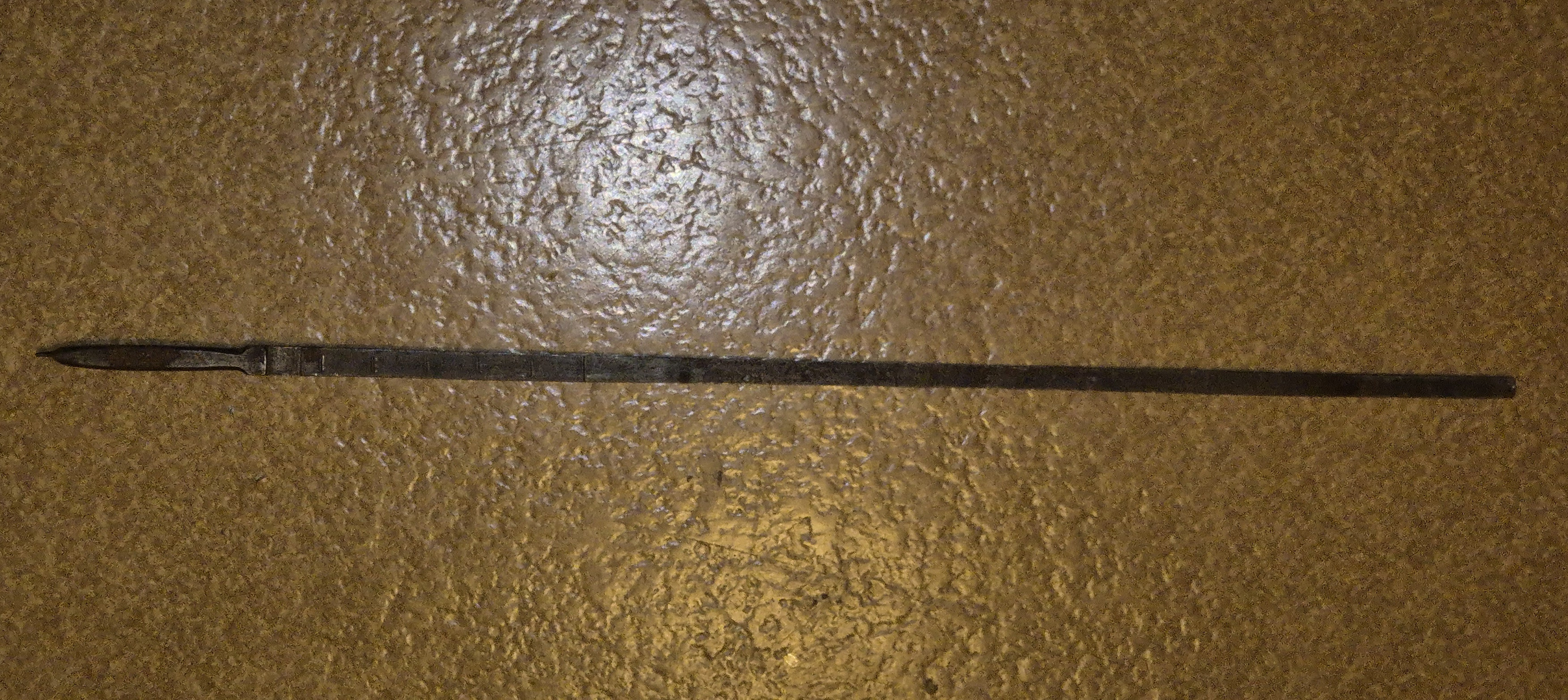
Alnmått i järn, krönt 1836.

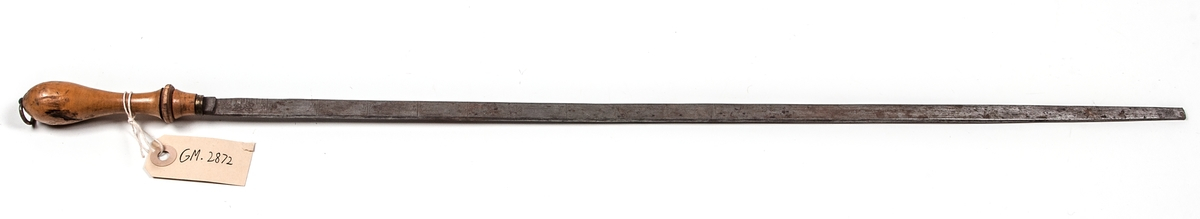
Alnstock

Före metersystemets införande var butiksmåttet något längre eftersom skalan omfattade en aln (cirka 59 cm). Äldre butiksmått kallas ibland även alnmått, alnstock eller alnsticka. Fingraderingen var då i fot och tum. Äldre butiksmått var vanligen smäckrare än dagens och hade ofta skalan skuren i träet.